# Judyta I
Judyta I, także Judyta i Holofernes – obraz Gustava Klimta namalowany w 1901 r. Znajduje się w zbiorach Galerii Austriackiej Belvedere w Wiedniu.

## Opis
Bohaterka obrazu, biblijna Judyta, została przedstawiona w ujęciu frontalnym, na tle złotych drzew i ornamentów roślinnych. Biodra kobiety otacza złota opaska, również na szyi Judyty widoczna jest kolia wykonana ze złota. Z ramion postaci spływa złocona chusta, odsłaniając lewą pierś. Judyta patrzy na widza spod półzamkniętych powiek, rozchyla usta, dumna ze zwycięstwa nad Holofernesem, ale i odprężona, zmysłowo usatysfakcjonowana. Odciętą głowę asyryjskiego wodza trzyma w dłoniach. Głowa jest ukazana na marginesie dzieła i jest zauważalna jedynie przy bliższym przyjrzeniu się. Judyta podtrzymuje głowę delikatnie, niemalże z czułością, zupełnie jakby chciała wynieść ją poza granice obrazu. Tło obrazu jest pozbawione głębi, dwuwymiarowe.
Judyta I jest pierwszym obrazem Klimta, w którym artysta sięgnął po temat biblijny. Jednak kobiet na obrazie nie jest bohaterką, która dokonuje zabójstwa wrogiego wodza w walce o ocalenie swojego miasta. Żaden element kompozycji nie sugeruje przebiegu zabójstwa Holofernesa ani motywów, jakie kierowały Judytą. Obraz jest wizerunkiem zmysłowej uwodzicielki, która wiedziona seksualnym pożądaniem doprowadza mężczyznę do zguby, po czym ponownie staje się bierna. Równocześnie wyraz twarzy Judyty nie budzi wątpliwości, iż dokonała ona zabójstwa z zimną krwią, jest świadoma swojej siły i dumna z popełnionego czynu. 
Bezpośrednio po publicznej prezentacji obrazu krytycy interpretowali dzieło jako wizerunek uwodzicielki o zagadkowej, choć tłumionej energii. W ukazanej kobiecie rozpoznawano wizerunek współczesnej, wyzwolonej mieszkanki Wiednia.
Judyta Klimta jest femme fatale. Biblijna historia o walce Żydów z Asyryjczykami zostaje zastąpiona obrazem walki płci, w której zatriumfowała uwodzicielska, zmysłowa kobiecość, a dla mężczyzny nie ma szczególnego miejsca w przestrzeni obrazu. Ograniczone wymiary obrazy sprawiają, iż postać Judyty zajmuje niemal całą jego powierzchnię i zdaje się być na wyciągnięcie ręki widza. 
Na oryginalnej ramie obrazu zapisany został tytuł Judyta i Holofernes, jednak jeszcze za życia artysty bywał błędnie kojarzony z postacią biblijnej Salome.
Obraz rozpoczyna tzw. złoty okres twórczości Klimta, w którym artysta posługiwał się złotem jako jednym z materiałów wykorzystywanych przy tworzeniu obrazów.
W 1909 r. Klimt powrócił do tematu biblijnej Judyty, malując obraz Judyta II.